# Official Dreamcast Magazine (Royaume-Uni)
Official Dreamcast Magazine (généralement abrégé en ODCM) était un magazine de jeux vidéo publié par Dennis Publishing au Royaume-Uni entre 1999 et 2001. Le magazine détenait la licence de la console Sega Dreamcast au Royaume-Uni. Le magazine présentait également les jeux complets Sega Swirl et Planet Ring sur sa couverture. Le magazine a également couvert la mode liée aux jeux Dreamcast, mais cette fonctionnalité a été abandonnée dans les numéros ultérieurs.

## Histoire
Dennis Publishing, basé à Londres, a obtenu la licence pour publier le magazine officiel Dreamcast au Royaume-Uni en 1999, succédant à EMAP qui détenait la licence du magazine officiel de la précédente console de Sega, la Sega Saturn.
Le magazine a été lancé avec un « numéro spécial » le 2 septembre 1999, un mois avant le lancement européen de la Dreamcast en octobre 1999. Dans sa chronique dans ce numéro, le rédacteur en chef Mark Higham déclare son intention de « créer un magazine élégant qui reflète la nature élégante de la Dreamcast », en mettant l'accent sur l'interaction avec le lecteur « inspirée par le côté multijoueur de la console ». Avant le lancement, Dennis Publishing a déclaré que leur marché cible était «principalement, mais pas exclusivement, des hommes âgés de 22 à 30 ans, qui peuvent ou non avoir un intérêt existant pour les jeux». Le premier numéro, publié le 30 septembre 1999, présentait Shenmue et Ready 2 Rumble Boxing sur sa couverture.
Mark Higham a démissionné de son poste de rédacteur en chef en février 2000 et a été remplacé par Warren Chrismas, qui était rédacteur du magazine depuis son lancement.
En juillet 2001, Chrismas a annoncé son intention de publier les prochains numéros selon un « calendrier de sortie flexible », mais Dennis Publishing a interrompu le titre avant qu'il ne sorte,. Le tirage du magazine a culminé à 52 157 exemplaires entre juillet et décembre 2000, mais au moment de son arrêt, il était retombé à 46 294 exemplaires,.

## Planet Ring
Planet Ring est un jeu vidéo développé et publié par Sega pour la Dreamcast le 4 décembre 2000 en Europe uniquement. Le disque a été distribué gratuitement au Royaume-Uni via le magazine et était l'un des rares jeux sortis dans les régions PAL à prendre en charge le microphone Dreamcast ainsi que le clavier Dreamcast.